# فيلقية إسرائيلية
فيلقية إسرائيلية (الاسم العلمي: Legionella israelensis) هي نوع من البكتيريا يتبع جنس الفيلقية من الفصيلة الفيالقية. تم عزلها من مياه من حوض أكسدة في منشأة معالجة الصرف الصحي في مستوطنة كيبوتز جاعش في فلسطين المحتلة.